# San Paolino Apostolo

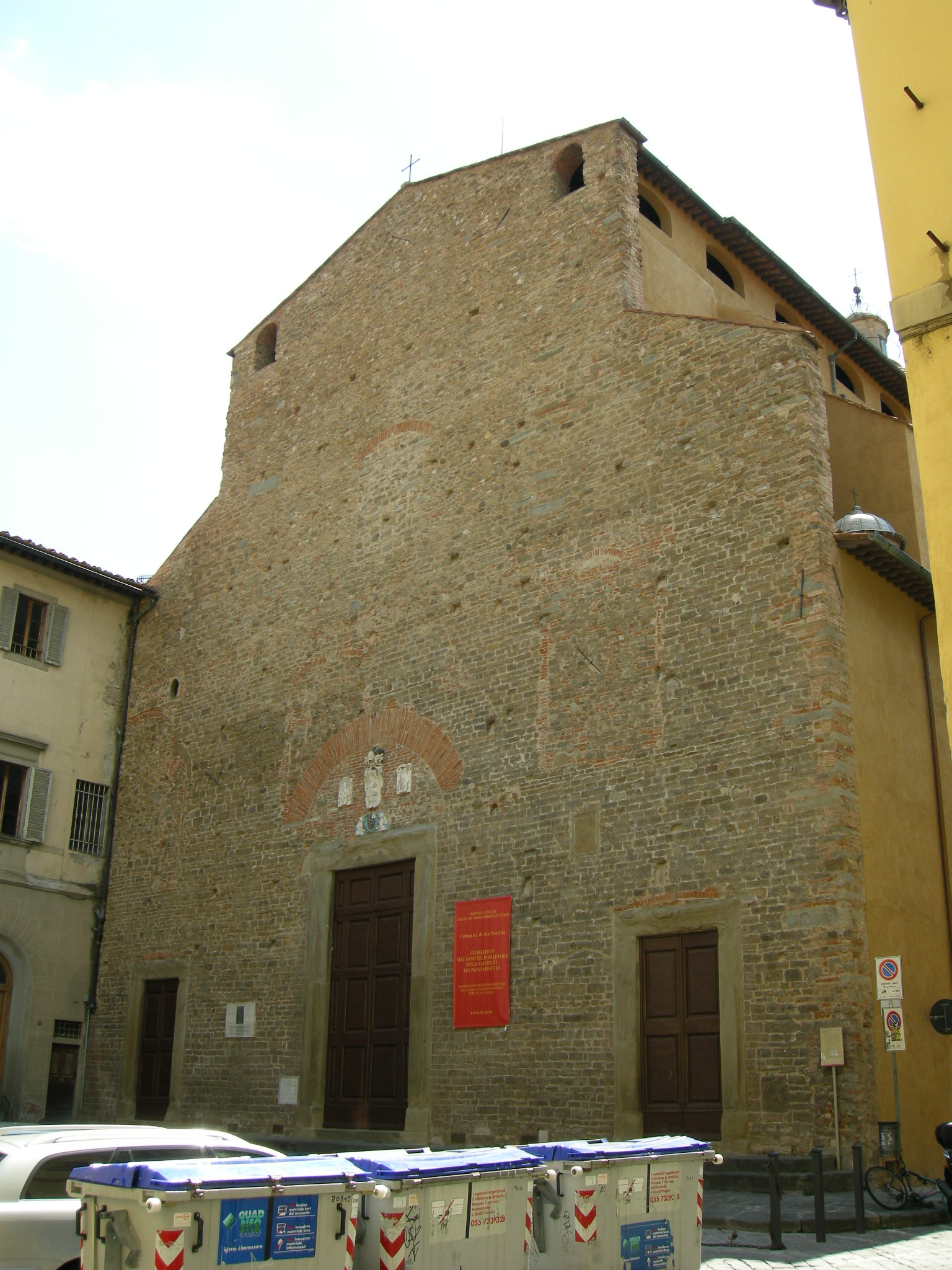
Bruchsteinfassade der Kirche San Paolino Apostolo

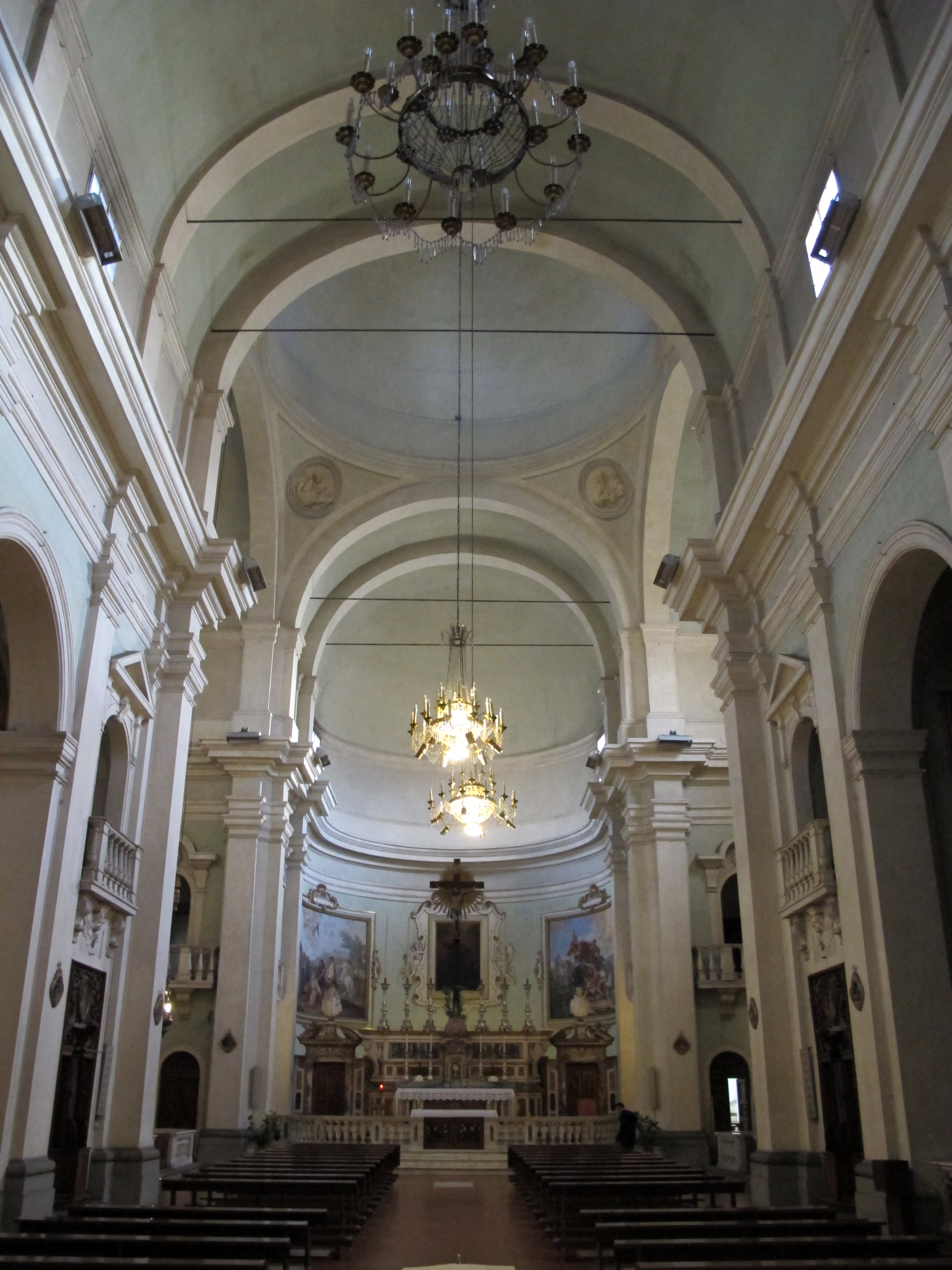
Innenraumansicht

San Paolino Apostolo ist eine römisch-katholische Kirche in Florenz. Erstmals 1094 urkundlich erwähnt, ist die Fassade aus Bruchsteinmauerwerk markantes Kennzeichen des Bauwerks.

## Baugeschichte und Architektur
Die Ursprünge der Kirche sollen auf das 3. Jahrhundert zurückgehen. Im Jahr 1094 wurde die Kirche erstmals schriftlich erwähnt. Der offizielle Name ist San Paolo Apostolo. Den volkstümlichen Namen San Paolino („Sankt Paulchen“) erhielt sie zur Unterscheidung von der benachbarten gleichnamigen Hospitalkirche. An der Front finden sich drei Marmorwappen aus dem Jahr 1515, die an den Besuch des Medici-Papstes Leo X. erinnern und an die Übergabe an das Domkapitel Santa Maria del Fiore.
In den Jahren von 1669 bis 1693 entstand nach den Plänen von Giovanni Battista Balatri ein neu strukturierter Kircheninnenraum mit einem tonnengewölbten Mittelschiff. Das Tonnengewölbe ruht auf einer zweistufigen Pfeilerkonstruktion, die für die damalige Zeit als innovativ bezeichnet werden kann.